# Liste du patrimoine immobilier classé de la communauté germanophone de Belgique
Cette page recense l'ensemble des listes des monuments classés de la communauté germanophone de Belgique.
- Liste du patrimoine immobilier classé d'Amblève
- Liste du patrimoine immobilier classé de Bullange
- Liste du patrimoine immobilier classé de Burg-Reuland
- Liste du patrimoine immobilier classé de Butgenbach
- Liste du patrimoine immobilier classé d'Eupen
- Liste du patrimoine immobilier classé de La Calamine
- Liste du patrimoine immobilier classé de Lontzen
- Liste du patrimoine immobilier classé de Raeren
- Liste du patrimoine immobilier classé de Saint-Vith